# 唐·托利弗
卡萊布·扎克里·“唐”·托利弗 （1994年6月12日—）是一名美國饒舌歌手。他的首张混音带《Donny Womack》在休斯顿说唱歌手Travis Scott的专辑《Astroworld》发布的前一天发布，而托利弗在这张专辑的歌曲《Can't Say》中有客串演出。

## 生平
托利弗在美國德克萨斯州休斯顿出生和长大。 他的父亲在2000年代初的Swishahouse运动期间是一名说唱歌手，并在他成长过程中经常播放音乐。

## 個人專輯
- 《Heaven or Hell》（2020年）
- 《Life of a Don》（2021年）
- 《Love Sick》（2023年）
- 《Hardstone Psycho》（2024年）

## 巡迴演唱會

### 巡迴演唱會
- Life of a Don Tour（2021年）
- Love Sick Tour （2023年）

### 客串
- 未來小子 - One Big Party Tour（2023年）

## 外部連結
- 唐·托利弗的Facebook專頁
- 唐·托利弗的Instagram帳戶
- 唐·托利弗在互联网电影资料库（IMDb）上的資料（英文）